# ضياء الرحمن
ضياء الرحمن (البنغالية: জিয়উग रহমন، جياور رحمان؛ من مواليد 19 يناير 1936 في قرية باغباري، بوجرا، البنغال؛ † 30 مايو 1981 في شيتاغونغ) كان الرئيس السادس لبنغلاديش ومؤسس الحزب الوطني البنغلاديشي. وكانت زوجته خالدة ضياء رئيسة وزراء بنغلاديش ثلاث مرات. اغتيل في يوم 26 رجب 1401 هـ، 30 مايو 1981، وتولى الحكم مكانه الجنرال حسين محمد إرشاد.

## سيرته الذاتية
كان والده منصور الرحمن كيميائيًا يعمل في إحدى الدوائر الحكومية في كولكاتا. كانت طفولة ضياء مقسمة بين الحياة في القرية والمدينة. ذهب لاحقًا إلى مدرسة هير في كلكتا.
في بداية حرب بنغلاديش، استولت وحدة الجيش التي كان ضياء فيها ضابطًا على محطة الإذاعة في كالورغات وأعلنت استقلال بنغلاديش باسم مجيب الرحمن. انضم ضياء إلى النضال من أجل التحرير ضد باكستان وساعد في تشكيل جناحها المسلح "موكتي باهيني". في عام 1972 حصل ضياء على وسام بير أوتوم كبطل حرب. بعد اغتيال مجيب الرحمن عام 1975، أصبح خندكر مشتاق أحمد رئيسًا لبنغلاديش وتم تعيين ضياء رئيسًا لأركان الجيش. وبعد انقلاب آخر، تم وضع ضياء تحت الإقامة الجبرية في نوفمبر 1975. إلا أنه بمساعدة العقيد أبو طاهر تمكن من تنفيذ انقلاب مضاد ناجح وأصبح قائداً للجيش مرة أخرى.
وفي عام 1977 أعلن ضياء الرحمن نفسه رئيسًا وفاز في الاستفتاء الذي أجري عام 1978. أسس الحزب الوطني البنغلاديشي في عام 1978 وحصل على دعم شعبي واسع النطاق لسياساته لتحقيق الاستقرار. كانت سياساته تهدف إلى إدخال نظام اقتصاد السوق والتنمية الصناعية. كما كرس الإسلام في دستور بنجلاديش وسعى إلى المصالحة مع الأحزاب الإسلامية التي قاتلت إلى جانب باكستان. وفيما يتعلق بالسياسة الخارجية، فقد تخلى عن علاقاته الوثيقة مع الهند وسعى إلى إقامة اتصالات أوثق مع الدول الإسلامية والغربية.
اغتيل ضياء الرحمن في انقلاب عسكري فاشل عام 1981.

## روابط خارجية
- ضياء الرحمن على موقع الموسوعة البريطانية (الإنجليزية)
- ضياء الرحمن على موقع مونزينجر (الألمانية)
- ضياء الرحمن على موقع إن إن دي بي (الإنجليزية)